# 377

## Narození
- ? – Eutymius Veliký, světec († 473)
- ? - Arcadius (377–408)

## Hlavy států
- Papež – Damasus I. (366–384)
- Římská říše – Valens (východ) (364–378), Gratianus (západ) (375–383) + Valentinianus II. (západ) (375–392)
- Perská říše – Šápúr II. (309–379)